# Norge Luis Ruiz
Norge Luis Ruiz Loyola es un pelotero cubano que participa en las Series Nacionales Cubanas como pitcher del equipo Camagüey, ha tenido incursiones en la Selección de béisbol de Cuba. Debutó en la Serie Nacional 52°

## Series Nacionales
Participó en la Edición 46° del Nacional Juvenil de Béisbol, en la Serie Nacional 52° debuta con el equipo Camagüey, al no clasificar su equipo a la segunda etapa fue seleccionado por el mánager Yovani Aragón Rodríguez del equipo Sancti Spíritus para que fuera refuerzo; lo cual le sirvió para mantenerse en el torneo y convertirse en el novato del año en Cuba.
En la serie 53° se convierte en refuerzo del equipo de Holguín  al no poder continuar con su equipo en la segunda etapa del béisbol cubano.
Participó en la primera serie nacional sub-23 con el equipo Camagüey lanzando en los playoff.
El joven fue seleccionado Novato del Año en la Serie Nacional 2012-13 y el equipo Cuba lo consideraba una pieza importante para obtener el triunfo en los próximos Juegos Panamericanos de 2015, que tendrán lugar en Toronto entre el 10 y el 26 de julio.

## Internacional
19 de julio de 2013  Jorge Luis Ruiz, lanzó por Cuba en el duodécimo tope Cuba-Estados Unidos, donde lució inmenso en su debut internacional con un equipo élite, a pesar de la derrota por la mínima 1-0 en el Estadio Werner Park,  donde propinó once ponches, apenas dos boletos y tres hits permitidos para un saldo final monticular de 7,1 entradas.

24 de julio de 2014 Norge Luis Ruiz actuó en el tope Cuba vs EE.UU en tierras cubanas con sólido desempeño monticular, el equipo cubano superó a la selección universitaria de Estados Unidos con marcador de 4-3 en el primer partido del tope amistoso entre ambas potencias beisboleras.

Asistió a la Serie del Caribe de Béisbol 2014 en Isla Margarita, Venezuela, con el conjunto de Villa Clara.

Estuvo incluido en el equipo cubano que participó en el torneo de béisbol en Colombia desde el 6 al 9 de agosto de 2014

El 24 de junio, en el estadio Latinoamericano que se remozaba en buena parte de las gradas y el terreno, un grupo de entrenadores y scoups del equipo Gigantes de Yomiuri evaluaron a seis lanzadores entre los que estaba Jorge Luis Ruiz.
En la actualidad el lanzador cubano Norge Luis Ruiz se encuentra en República Dominicana con su familia y busca ser contratado por un equipo estadounidense de las Grandes Ligas.